# بنكسية شويكية
بنكسية شويكية (الاسم العلمي: Banksia spinulosa) هي نوع نباتي يتبع جنس البنكسية من فصيلة البروطية.